# Джордж Герберт Мід

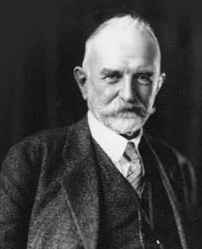
Джордж Мід

Джордж Герберт Мід (англ. George Herbert Mead; *27 лютого 1863 — †26 квітня 1931) — американський соціолог та філософ, представник Чиказької соціологічної школи. Мід вважається засновником символічного інтеракціонізму.
Згідно з думкою Джорджа Міда, сукупність процесів взаємодії між індивідами породжує суспільство. Для того, щоб зрозуміти соціальне життя, слід зрозуміти зміст соціальних взаємодій в їхньому символічному значенні.

## Концепція Міда
Мід ввів у соціологію поняття самість («Self»): ставлення людини до себе як до об'єкта. Наявність самості дозволяє людині інтерпретувати навколишній світ. Самість підрозділяється на I та Me. Саме ці два елементи складають структуру особистості.
Основою взаємодії індивідів, на думку Міда, є жест. Жест являє собою першу фазу міжособистісної взаємодії та виступає стимулом, на який реагують інші учасники.
Розвиток особистості за Мідом відбувається впродовж трьох етапів: play, game та прийняття на себе ролі «узагальненого іншого».

## Твори
- Сутність, ідентифікація та суспільстство (англ. Mind, Self and Society), 1934
- Американская социологическая мысль: Тексты / Под В. И. Добренькова.
- Дж. Мид. От жеста к символу. — М.: Изд-во МГУ, 1994.

## Українські переклади
- Мід Дж. Г. Дух, самість і суспільство. З точки зору соціального біхевіориста. — К.: Український Центр духовної культури, 2000. — 416 с.